# Loxomorpha citrinalis
Loxomorpha citrinalis är en fjärilsart som beskrevs av Hans Georg Amsel 1956. Loxomorpha citrinalis ingår i släktet Loxomorpha och familjen Crambidae. Inga underarter finns listade i Catalogue of Life.